# Fabius von Gugel
Fabius Freiherr Gugel von Brandt und Diepoltsdorf (* 13. September 1910 in Worms; † 28. November 2000 in München) war ein deutscher phantastisch-surrealistischer Zeichner, Grafiker, Maler, Bühnenbildner, Porzellangestalter und Dichter.

## Zitat
- Sei gegen deine Zeit, habe ich mir gesagt, als ich ihr Gericht zum ersten Mal deutlich gesehen hatte.

## Leben

### Kindheit und Jugend
Nach der Geburt als zweiter Sohn der adligen Familie Gugel von Brandt und Diepoltsdorf in Worms wuchs Baron Horst Rüdiger Fabius von Gugel seit 1912 in München auf. Die ehemals Nürnberger Patrizierfamilie war 1543 von Karl V. in den Reichsadelsstand erhoben worden und die bayerische Linie 1812 in den bayerischen Freiherrenstand.
Bereits seit früher Jugend künstlerisch tätig, erschien ihm München als geeigneter Nährboden. Der Isenheimer Altar von Mathias Grünewald (1475/80–1528) war während des Ersten Weltkrieges von Colmar nach München verbracht worden und übte ebenso wie die Kriegsbilder von Otto Dix (1891–1969) großen Einfluss auf den jungen Fabius aus. Er besuchte die Knirrschule und belegte später Kurse über Maltechnik bei Professor Max Doerner (1870–1939). Seine schulische Laufbahn schloss er Ende der zwanziger Jahre in Augsburg ab.

### Rom und Paris
Es folgten Aufenthalte in Rom und Paris. In Rom, wo er sich bereits als Sechzehnjähriger aufhielt, absolvierte er an der dortigen Akademie Scuola del nudo einen Aktzeichenkurs. Paris lernte er in den dreißiger Jahren kennen als Gast des damaligen französischen Botschafters in Deutschland, André François-Poncet (1887–1978), mit dessen Söhnen Fabius von Gugel befreundet war.

### Die Kriegsjahre
1939 wurde Fabius von Gugel, aus Paris kommend, wo er eine erste Ausstellung geplant hatte, zur Wehrmacht einberufen. Beziehungen seiner Familie nutzend, ließ er sich nach Teilnahme an Frontkämpfen im Elsass und nach Absolvierung der  Heeresnachrichtenschule als Funker an die deutsche Botschaft in Rom versetzen. In den Wirren der letzten Kriegsjahre gelangte er zwischen den Fronten der Alliierten, der Nazis und der italienischen Partisanen nach München zurück.

### Nachkriegsjahre in Italien
Schon bald nach seiner Rückkehr nach München zog es ihn wieder nach Rom. Im Jahr 1947 quartierte er sich dort bei einem amerikanischen Freund in der Via San Teodoro ein. Bald schon fand er Anschluss an die dortige Kunstszene, indem er anlässlich einer Ausstellung seiner Zeichnungen den Architekten und Maler Fabrizio Clerici (1913–1993) sowie die Malerin Leonor Fini (1908–1996) kennenlernte. Giorgio de Chirico (1888–1978) bot Fabius von Gugel eine Ateliergemeinschaft an, die er allerdings ausschlug, um zeitweise mit dem befreundeten chilenischen Maler Roberto Matta (1911–2002) zusammenzuarbeiten. Clerici engagierte Gugel für die Gestaltung von Innenräumen und empfahl ihn für den Entwurf von Bühnenbildern für Opernaufführungen in Rom. Ebenfalls auf Vermittlung Clericis schloss Gugel mit Federico Fellini (1920–1993) Bekanntschaft und erhielt den Auftrag, für dessen Film Luci del Varietà Varietészenen auszustatten, die allerdings im fertigen Film wieder herausgeschnitten wurden. Die Erkrankung seiner Mutter führte Fabius von Gugel wieder zurück nach München.

### Fabius von Gugel, Thomas Mann und der Teufel von Palestrina
Im Jahr 1953 stellte Fabius von Gugel in der Galleria dell’Obelisco in Rom seine Zeichnungen aus. Zur selben Zeit hielt sich Thomas Mann (1875–1955) mit seiner Frau Katia als Gast seines italienischen Verlegers Arnoldo Mondadori (1889–1971) in Rom auf und residierte dort im Hotel Excelsior. Gugel nahm die Gelegenheit wahr und verschaffte sich einen Termin bei Thomas Mann, mit dem Hintergedanken, Mann für eine Rezension seiner Werke oder gar für eine Einführungsrede seiner Ausstellung zu gewinnen. Während er Thomas Mann seine Aschenbrödel-Zeichnungen zeigte, die dieser mit großem Interesse betrachtete, erzählte Thomas Mann von einer Vision, die er bereits im Jahr 1895, im steinernen Saal in Palestrina, hatte, als er plötzlich mit einer Teufelserscheinung konfrontiert wurde. Nach Gugels Worten schilderte Mann, dass „…er in der Nachmittagshitze, urplötzlich, auf dem schwarzen Sofa sitzend, einen Fremdling erblickt, von dem er gewußt habe, daß er kein anderer als der Teufel gewesen sei“. (Zit. nach Peter de Mendelssohn: Der Zauberer. Frankfurt/Main 1975, S. 293).

### München und die Welt
Seit 1956 lebte er wieder in München. Aufträge zur Bühnengestaltung führten ihn immer wieder an andere Stätten, auch wieder nach Rom zurück. Er unternahm viele Reisen, z. B. nach Paris, wo er u. a. die Bekanntschaft mit Max Ernst (1891–1976) machte; Weltreisen führten ihn nach Nordafrika und Indien, was sich auch in seinem Werk niederschlug. In Deutschland selbst wurde Fabius von Gugel als Künstler wenig anerkannt. Die abstrakte Kunst, die nach dem Krieg in Deutschland verherrlicht wurde, war ihm zuwider, aber auch den Surrealisten mit ihrer Selbstgefälligkeit wollte er sich nicht anschließen. Er arbeitete weiter für die Bühne (u. a. für die Regisseure Axel von Ambesser und Fritz Kortner) und als Entwerfer für eine Porzellanfabrik in Selb. Sein freies Werk, hauptsächlich Zeichnungen und Grafiken, wuchs kontinuierlich, obwohl Fabius von Gugel von seinen Auftragsarbeiten zeitlich mehr in Anspruch genommen wurde, als ihm lieb war. 1978 erhielt er den Schwabinger Kunstpreis für Malerei und Grafik, 1993 den Kunstpreis "München leuchtet". Im November 2000 starb Fabius von Gugel und wurde in der Familiengruft in Sindelsdorf beigesetzt, die Gedächtnisrede, wie schon die Geburtstagswürdigung in der Galerie Hartmann, hielt der Kunsthistoriker Alexander Rauch.

## Werk

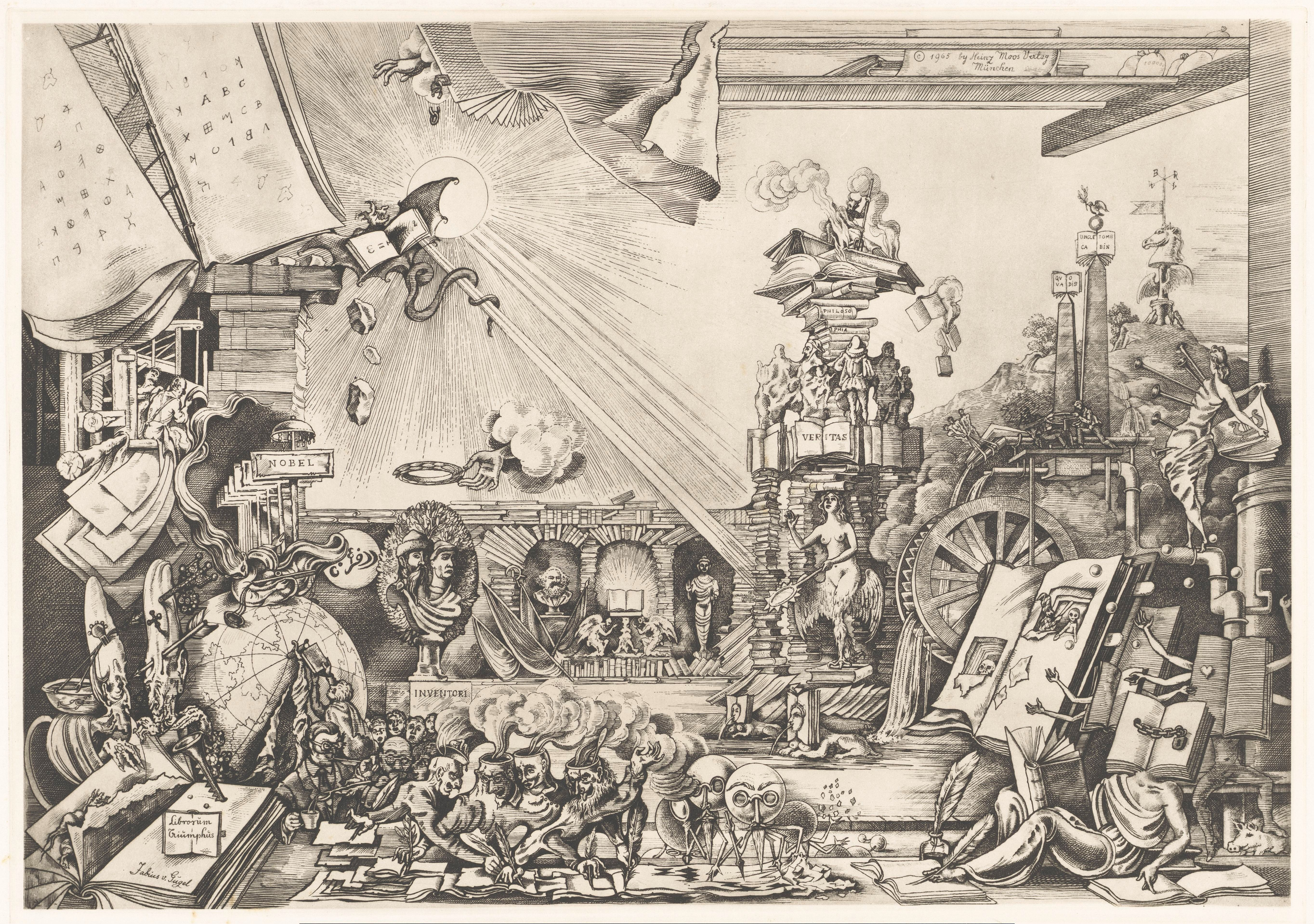
Librorum Triumphus (1965)

Der Kunsthistoriker Gustav René Hocke (1908–1985) sah in dem Werk von Fabius von Gugel manieristische Tendenzen. Hocke schrieb in seinem Werk: Manierismus. Die Welt als Labyrinth, dass eines der wesentlichen Merkmale manieristischer Künstler die Affinität zum eigenen Geschlecht sei. Gugels Hauptwerk, Aschen-Brödel oder der verlorene Schuh (1946/48), lässt ein zumindest kritisches Verhältnis zur Welt des Weiblichen sichtbar werden. Gugel selbst stilisierte sich als Revenant, als yesterday man, was er damit begründete, dass sich eine ganze Reihe seiner Vorfahren nur in hohem Alter zur Fortpflanzung entschließen konnte, so dass er eigentlich mindestens 200 Jahre früher auf die Welt hätte kommen können. So gesehen ist es kein Wunder, dass Fabius in altmeisterlicher, barocker Manier malte und zeichnete. Auch sein Hang zur Bühnenbildnerei kann mit diesem barocken Gestaltungswillen erklärt werden.
Gugel verarbeitete in seinen Bildern wirkliche Erlebnisse, aber auch Träume und Imaginationen, die in seinen Ängsten und Depressionen wurzeln. „Die exakten Traumprotokolle Gugels gehören zu den aufregendsten Erfahrungen, die die phantastische Kunst der Moderne zu bieten hat.“ (Krichbaum/Zondergeld 1977). Fabius von Gugel distanzierte sich persönlich von den Surrealisten, die einen deutschen Künstler nach dem Zweiten Weltkrieg nicht beachteten, und beschuldigte Salvador Dalí des Plagiats seiner Bildideen.
Nach einer Ausstellung von Gugels Arbeiten mit dem Titel Die andere Welt (Dez. 1998 bis Feb. 1999) im Panorama Museum Bad Frankenhausen entschloss sich der Künstler kurz vor seinem Tod, dem Panorama Museum einen Großteil seines malerischen und grafischen Werkes zu übereignen.

## Werke
- Aktaion (um 1935/37), Öl auf Leinwand 54,5 × 65,5 cm
- Aschen-Brödel oder Der verlorene Schuh (1946/1948), 30 Zeichnungen jeweils 21,5 × 31,9 cm, mit Texten (gilt als Schlüsselwerk)
- Die Nacht (1952), Federzeichnung, 23,5 × 32 cm
- Librorum Triumphus. Kupferstich. Verlag Heinz Moos, München 1965.
- Die Theologen (1977), Radierung 27 × 20 cm
- Die Jagd ist älter als das Wild (1980), Lithographie 41 × 57 cm
- Lob der Verzweiflung (1984), 38 Gedichte